# 9407 Kimuranaoto
9407 Kimuranaoto (1994 WS3) là một tiểu hành tinh vành đai chính được phát hiện ngày 28 tháng 11 năm 1994 bởi S. Otomo ở Kiyosato.